# Veotinden

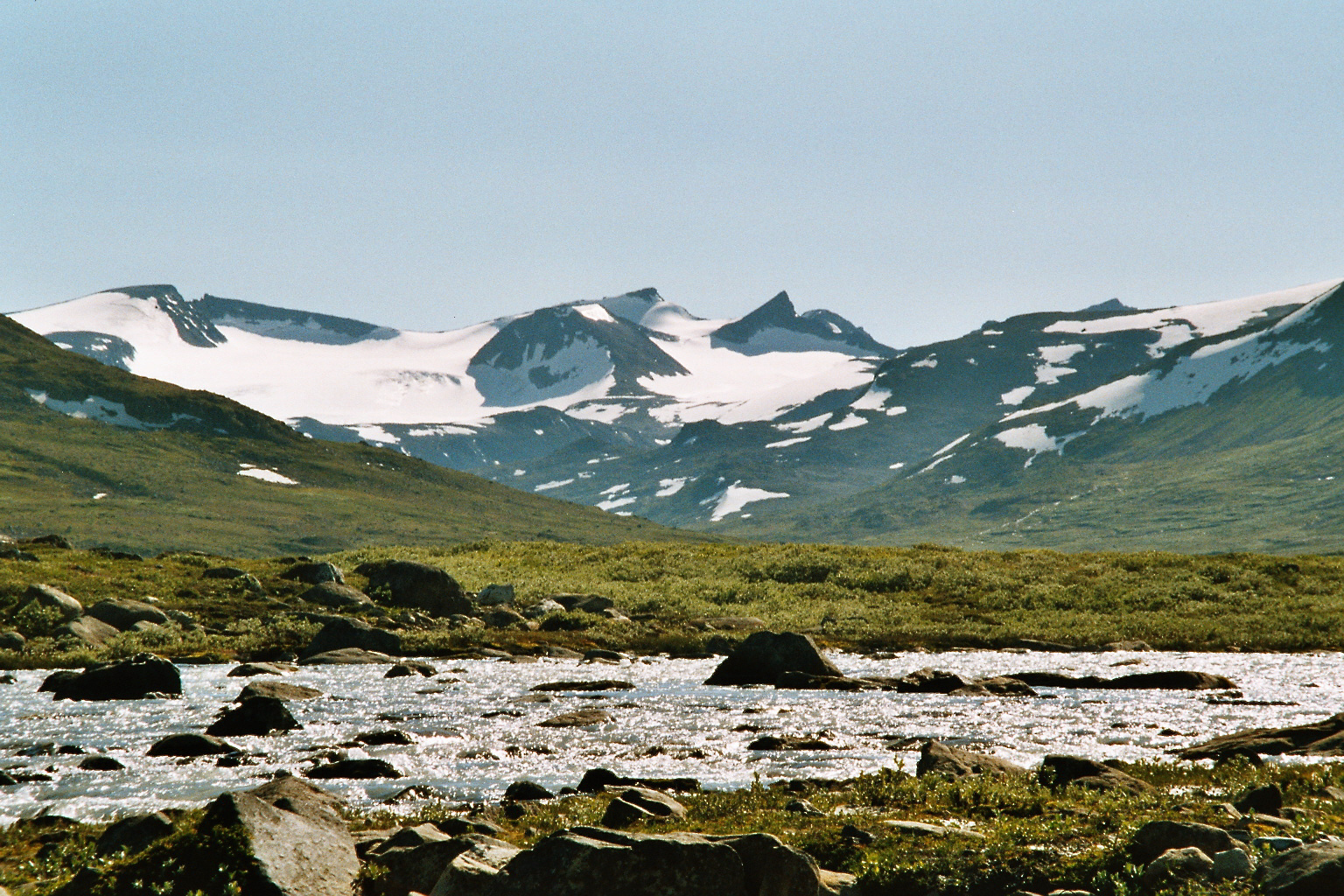
A montanha de Veotinden.

Veotinden é uma montanha na cidade de Lom, no município de Oppland, no sul da Noruega. É a 38ª montanha mais alta da Noruega, com 2240 metros de altura.